# Tanaorhamphus longirostris
Tanaorhamphus longirostris är en hakmaskart som först beskrevs av Van Cleave 1913.  Tanaorhamphus longirostris ingår i släktet Tanaorhamphus och familjen Neoechinorhynchidae. Inga underarter finns listade i Catalogue of Life.